# Granita
Pour le granité, voir Granité hawaïen.
La granita est un entremets glacé sicilien. Il s’agit d’un liquide semi-congelé à base d'eau, de sucre, originellement de citron et jus de citron de Sicile, mais qui se décline aujourd'hui à l'orange, à l'amande, ou à la pistache de Bronte par exemple. 
La préparation de la granita est unique et donne une consistance ai fiocchi ("aux flocons"), et donc cet aspect de neige au produit fini, obtenu en respectant une phase précise de solidification de la solution eau et sucre. La recette ne ressemble aucunement au « granité », souvent vendu sous le nom de granita, mais qui est en fait de la glace pilée aromatisée.

## Histoire
Ses origines remontent à la domination arabe en Sicile. Les arabes apportèrent la recette du sherbet (ou sherbat), une boisson glacée à base de jus de fruits ou d'eau de rose. Il existait en Sicile le métier de nivarolo (que l'on pourrait traduire par « neigeur »), chargé d'aller récupérer la neige sur l'Etna dans des pots en plomb selon les habitants de Aci Trezza. La neige récoltée était préservée de la chaleur estivale dans les lieux naturels ou artificiels de conservation appelés neviere. La glace, en été, était grattée, et les copeaux de glace étaient mélangés aux sirops ou jus.
Au cours du XVIe siècle, la recette subit une modification importante. La neige est utilisée avec le sel marin comme réfrigérant dans un nouvel outil appelé pozzetto, une cuve construite en bois avec à l’intérieur un seau en zinc que l'on peut facilement faire tourner grâce à une manivelle. L'espace entre le bois et le zinc est rempli de sel marin et de neige puis fermé avec un sac de jute. Le mélange congèle le contenu du seau de zinc par soustraction de chaleur, et le mouvement de rotation interne des pales empêche la formation de cristaux de glace trop volumineux. Cette préparation, traverse les siècles. C'est au cours du XVIe siècle que la neige est remplacée par l'eau, le miel par du sucre et le pozzetto manuel, par la gelatiera (machine à glace), grâce à laquelle est devenue réalisable cette toute première glace. La pâte est crémeuse, exempte d'air et très riche en saveur.
L'auteur de cette réalisation serait Francesco Procopio dei Coltelli, un cuisinier sicilien qui voyageait à cheval entre la Sicile et Paris. C'est de la proximité avec le lieu où se marchandait la neige de l’Etna à Aci Trezza, qu’il réussit à affiner ses techniques pâtissières jusqu’à la réalisation de la granita que nous connaissons. Le mérite de cette réussite reviendrait en partie à son grand-père, pêcheur de métier, qui pour l'aider et dans le but d’améliorer la qualité du produit, mit au point l’outil qui remplace le pozzetto manuel, la gelatiera.
Francesco Procopio dei Coltelli a également été le fondateur du plus ancien café de Paris, Le Procope.

## Composition

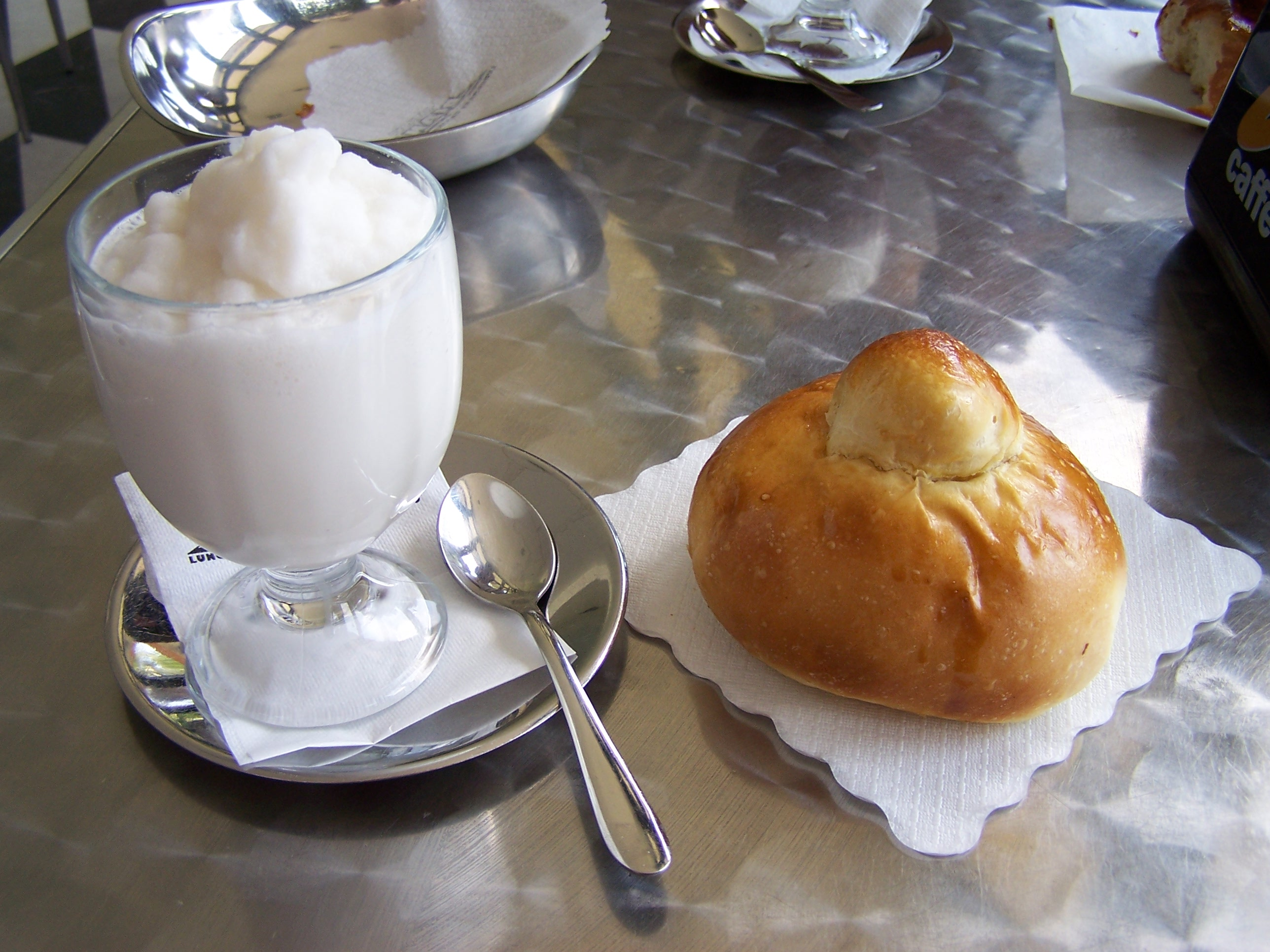
Granita alla mandorla con brioche (granita aux amandes avec brioche), petit-déjeuner typiquement sicilien.

Sa recette originelle composée uniquement d’eau, de sucre et de citron est diffusée dans toute la Sicile, principalement sur la côte orientale de l’île. Dans la région proche de Syracuse, riche en cultures d'amandiers, elle s’apprécie aux amandes. À Messine, elle se décline au café et à la fraise servie dans un verre recouvert de crème fouettée. Très présente dans la région de Catane, elle est à la pistacchio di Bronte, et aux saveurs de fruits : mûres noires, pêche, fraise et mandarine. Aujourd’hui, elle s’accompagne volontiers d’une brioche sicilienne typique.
Le « granité », glace pilée commercialisée dans la rue et servie dans un gobelet qui se consomme généralement à l’aide d’une paille est souvent vendu sous le nom de granita. Or, ce granité fabriqué et aromatisé dans des distributeurs de granité n'a rien de la recette et la consistance de la granita artisanale de Sicile.

## Fabrication

### Granita et science

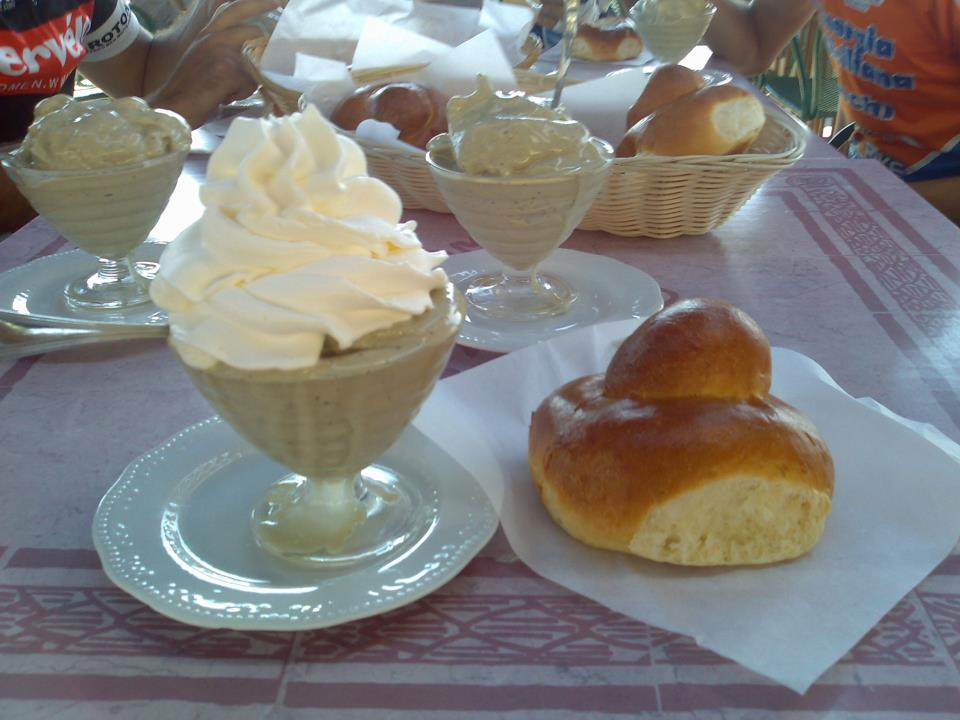
Granita, al pistacchio di Bronte (à la pistache de Bronte).

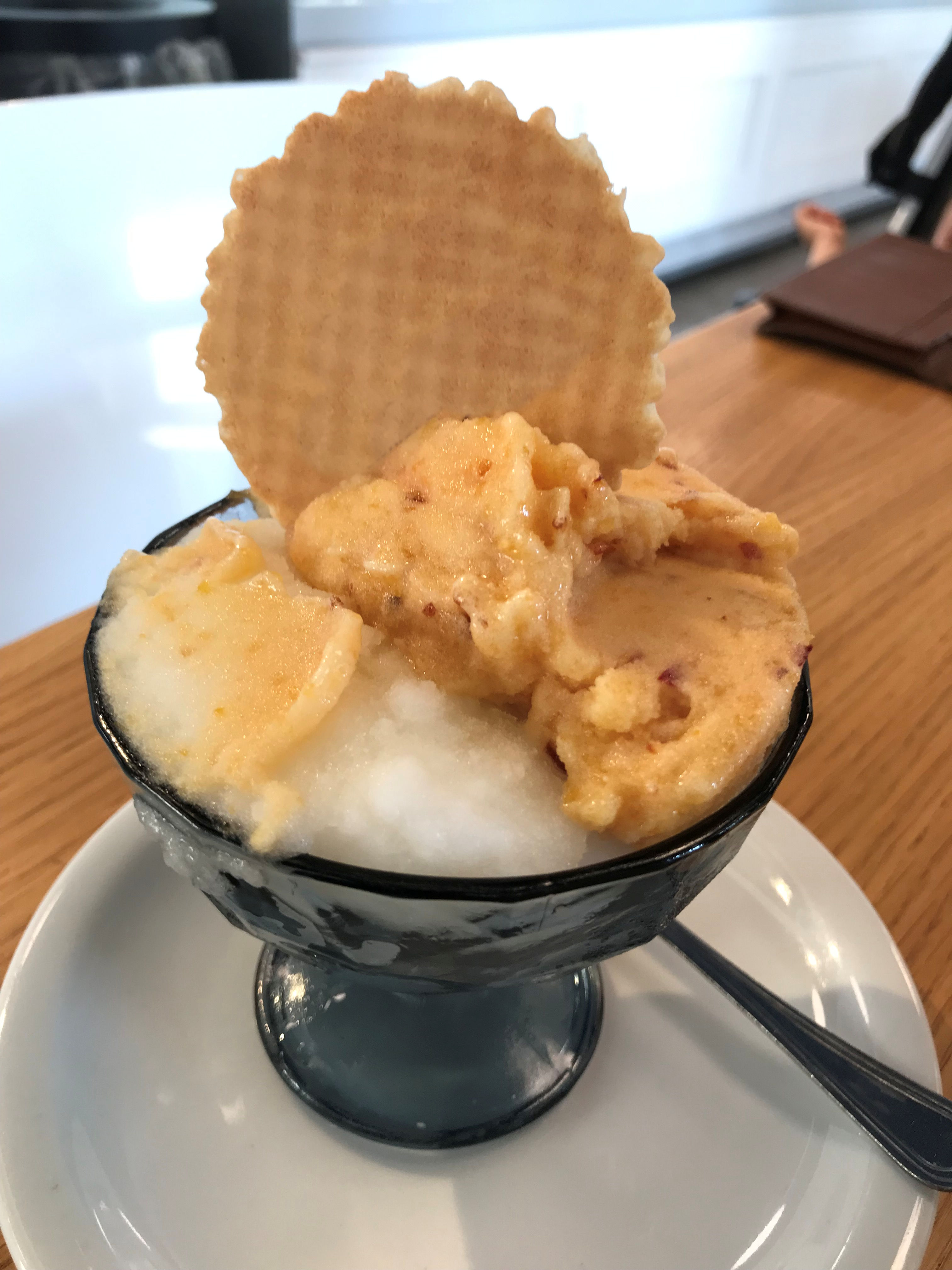
Granita au citron et melon (Sciacca).

Faire la granita, c'est un peu faire de la science. Il est en effet primordial de respecter une phase de solidification précise d'un diagramme biphasé. Il s'agit dans ce diagramme de la cristallisation d'une solution aqueuse selon le pourcentage de sucre qu'elle contient et une température. Pour être semi-congelée, la solution doit se trouver dans les conditions idéales, soit dans la phase « semi solide + solution aqueuse » du diagramme. Pour être dans ces conditions, avec les plus ou moins 30 % de sucre (selon les goûts) pour un poids d'eau, la granita ne devrait jamais se préparer à une température inférieure à -14 °C si l’on veut obtenir une cristallisation partielle et fine de l'eau de la solution, qui donnera cette consistance recherchée d'aspect « neige ».
Les congélateurs ménagers ne sont donc pas adaptés pour cette recette, car ils descendent trop bas en température. Il existe cependant une solution pour faire une granita chez soi en se passant des outils spécialisés. C'est l'utilisation de glace sèche.

### Recette maison
Mélanger 200 g de sucre, 100 g de jus de citron de Sicile (avec petits zestes ou sans), et 400 g d'eau. Puis ajoutez peu à peu la glace sèche en remuant jusqu'à obtenir la consistance désirée. La glace sèche étant à -80 °C, évitez de la toucher à mains nues.

## Variantes

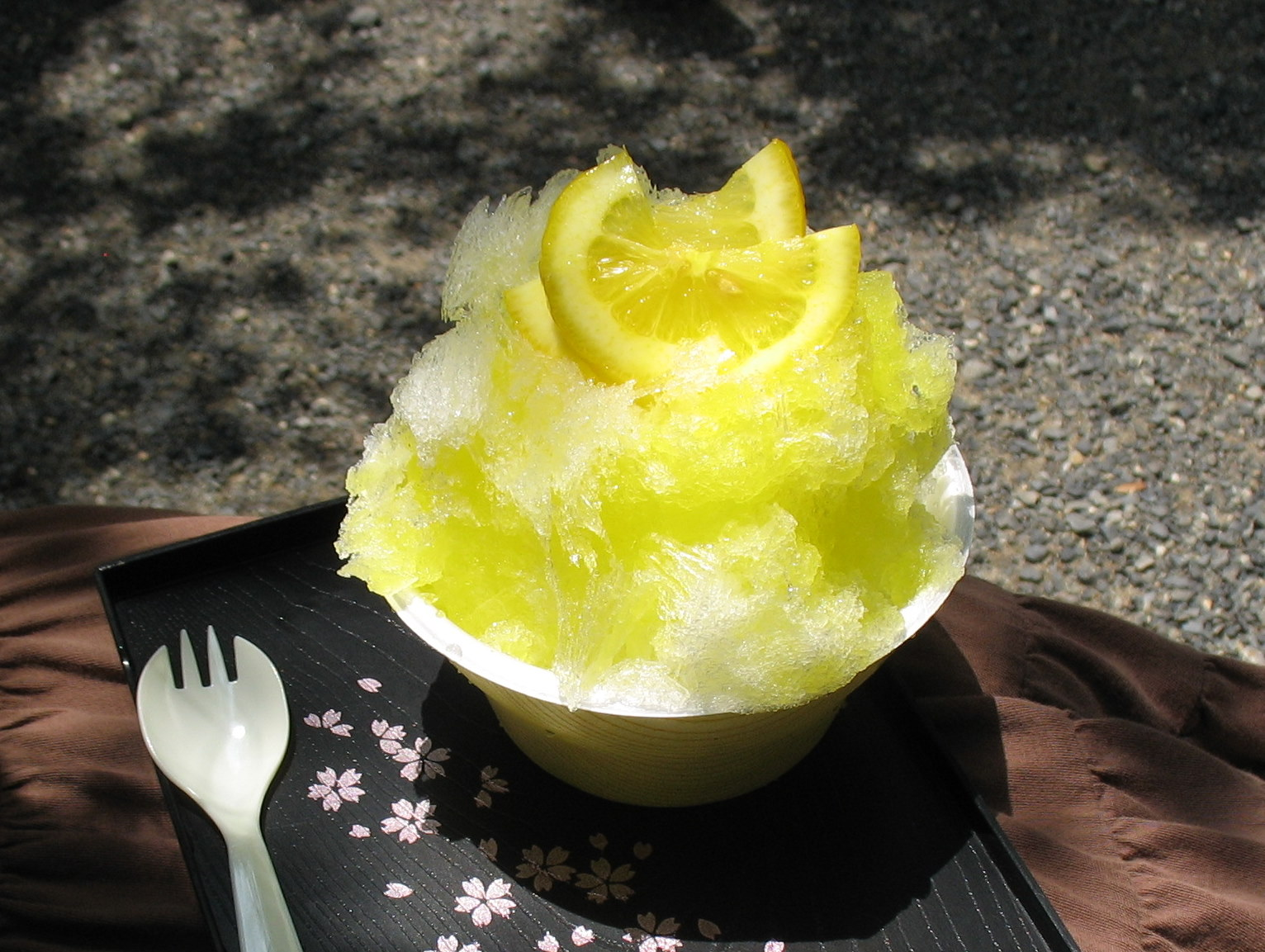
Kakigōri japonais au citron.

En France et dans certaines régions francophones de la Belgique, elle s'appelle également granite, mais elle est souvent confondue avec de la glace pilée aromatisée, que l'on appelle « slush », « barbotine » ou plus justement « granité » au Québec. Commercialisée dans la rue et servie dans un gobelet, il se consomme généralement à l’aide d’une paille. Si les commerçants le vendent souvent sous le nom de granita, il n’a rien de la recette et de la consistance de la granita artisanale de Sicile. On appelle granité tout liquide congelé puis pilé, pour être servi en apéritif ou au cours d'un repas (granité de vin, d'eau de vie, de soupe froide). Depuis 1996, Sunfreeze, installé dans le Sud de la France, propose un large éventail de produits à granité mais aussi de Froz'n Cocktail (granité alcoolisé).
D’autres recettes plus ou moins similaires à la granita existent en France et en Europe. En Espagne, c'est le granizado. Le nom d'agualemon ou agualimon, désignant à l'origine du granité au citron, se rencontre également. A Rome, on en trouve sous le nom de grattachecca (fait en raclant manuellement un bloc congelé). A Nice, il est vendu sous l'appellation très similaire de grattakeka ou grata-queca (fait quasi exclusivement à la machine à granité). En Bulgarie, il porte le nom de skrezhina (Скрежина).
Dessert très populaire en Asie de l'Est, elle se décline sous de nombreuses variantes. Au Japon, elle se nomme kakigōri (かき氷). Il existe plusieurs parfums de sirops. Le kakigōri remonte à l'ère Heian et se compose de glace râpée (et non pilée) en fins copeaux, agrémentée de sirop aux fruits ; parfois du lait concentré est également ajouté. À l’origine, ce délice était réservé aux nobles. En effet, avoir de la glace en été était un privilège que seuls pouvaient se permettre les gens aisés. Les blocs de glace servant à la confection de ce rafraîchissement étaient stockés hors de la ville, dans des glacières nommées Himuro. En été, ceux-ci étaient rapatriés à la cour de l'Empereur pour le plaisir de l'aristocratie. La glace râpée pour la confection du kakigōri doit avoir une consistance proche de la neige fraîchement tombée. Pour cela, une trancheuse à glace manuelle ou électrique est nécessaire. La manière dont la glace est réalisée change tout.
Aux Philippines, le halo halo est à la gelée de noix de coco. En Corée, le bingsu (빙수）avec des haricots azuki et du soja. En Malaisie et Singapour c'est le ice kacang. En Thaïlande, sous le nom de nam Kang sai.
Très présente également en Amérique du Sud, on trouve sa variante généralement sous le nom de granizados. Sauf quelques pays qui choisissent une autre appellation. Au Mexique, elle est connue comme raspado. Au Venezuela, c'est le cepillado dans le nord-ouest du pays, raspado à Caracas et dans les Andes vénézuéliennes, ou encore esnovol dans la Région orientale. À Porto Rico, le piraguas est la boisson rafraîchissante, quasi nationale, elle se retrouve souvent à New York dans les quartiers de la communauté portoricaine. Aux États-Unis, c'est le snow cone.

## Extension du nom
En France, le terme originel italien pour désigner la recette, Granita est une marque déposée, exploitée par la société SO.VAU.DA distributionsous le nouveau nom "GRANITA FRANCE" depuis 1998. Il s'agit de machineries et de produits permettant la réalisation de boissons de type granité.